# Karabinek K-3
K-3 – zaprezentowany w 1996 roku na targach Defendery International armeński karabinek automatyczny zbudowany w układzie bullpup.
K-3 jest wersją karabinka automatycznego AK-74. Chwyt pistoletowy z mechanizmem spustowym przeniesiono przed gniazdo magazynka, a komora zamkowa została przedłużona do przodu do punktu w którym w AK-74 kończyło się łoże. Przed komorą zamkową zamocowano nowe łoże z tworzywa sztucznego. tył komory zamkowej zaopatrzono w trzewik oporowy, a jej lewą stronę w bakę (podpórkę podpoliczkową). K-3 posiada nowe mechaniczne przyrządy celownicze umieszczone na wspornikach lub celownik optyczny na wsporniku mocowanym do lewej strony komory zamkowej.
Mechanizmy wewnętrzne, a także mechanizm i dźwignia bezpiecznika-przełącznika rodzaju ognia pozostały niezmienione. Broń jest zasilana ze standardowych magazynków karabinka AK-74.
Karabinek K-3 nie został oficjalnie przyjęty do uzbrojenia. Do 2000 roku wyprodukowano prawdopodobnie ok. 40 egzemplarzy tego karabinka. Były one testowane przez żołnierzy ormiańskich oddziałów specjalnych.